# La Rouge
Red Velvet Third Concert "La Rouge" 是韓國女子組合Red Velvet於2019年至2020年舉辦的第三次單獨巡迴演唱會。

## 概述
SM娛樂在2019年10月宣布舉辦這次演唱會。門票銷售從10月25日開放官方粉絲俱樂部優先購票，一般會員購票則從11月1日起，由YES24網站負責票務。
演唱會演出了Red Velvet的出道單曲《행복(Happiness)》、《Be Natural》、六張迷你專輯《Ice Cream Cake》、《The Velvet》、《Russian Roulette》、《RBB》、兩張夏日特別專輯《The Red Summer》、《Summer Magic》、正規專輯《The Perfect Red Velvet》及於2019年推出「The ReVe Festival」系列中《Day 1》、《Day 2》、《Finale》的曲目。演唱會以首爾為首站拉開序幕。

## 簡介
演唱會的名稱「La Rouge」是法文「紅色」的意思。首張預告照中有一朵盛開的玫瑰被燈光照耀著，而第二張預告照中成員們穿上貴族風的華麗衣裳，並配上以玫瑰色為主調的神秘氛圍。

## 巡演事件
- 首爾場：於11月23-24日在首爾高麗大學化汀體育館舉行《Red Velvet Third Concert: La Rouge》，預售於10月25日下午8點（韓國時間）進行[5]。

- 日本場：2019年11月5日，SM娛樂宣佈Red Velvet將於2020年1月至3月進行日本巡演《Red Velvet Arena Tour in JAPAN - La Rouge》[6]。12月25日，成員Wendy在《SBS歌謠大戰》綵排途中受傷，需要治療休養數週，因此不參與日本巡演。2020年2月27日，因新型冠狀病毒疫情影響，為了確保藝人及歌迷的健康與安全，因此推遲於3月7、8日在橫濱體育館舉行的演唱會[7]。2020年11月，因新型冠狀病毒疫情影響，AVEX宣佈取消原定在橫濱體育館舉行的演唱會。

## 巡迴時間表
| 年份   | 日期     | 城市   | 國家/地區 | 演出場地               | 歌迷人數 |
| 2019年 | 11月23日 | 首爾   |           | 首爾高麗大學化汀體育館 | 12,000   |
| 2019年 | 11月24日 | 首爾   |           | 首爾高麗大學化汀體育館 | 12,000   |
| 2020年 | 1月11日  | 廣島縣 | 日本      | 廣島太陽廣場           | 32,000   |
| 2020年 | 1月23日  | 大阪市 | 日本      | 大阪城音樂廳           | 32,000   |
| 2020年 | 2月24日  | 福岡縣 | 日本      | 福岡國際會議場         | 32,000   |
| 總計   | 44,000   |        |           |                        |          |

## 演唱會歌單
- Opening VCR -
- Ice Cream Cake（La Rouge Ver.）
- Milkshake

- Ment -
- La Rouge
- Sassy Me

- Ment -
- Bing Bing
- RBB

- VCR #2 -
- Uncover（Seulgi Solo）
- Be Natural
- Automatic
- Dear Diary（Yeri Solo）

- VCR #3 -
- Perfect 10
- Kingdom Come
- Bad Boy
- Light Me Up（Wendy Solo）

- VCR #4 -
- Red Flavor
- Russian Roulette
- Power Up

- Ment -
- Umpah Umpah
- Mojito
- Carpool

- VCR #5 -
- Butterflies
- You Better Know
- Hit That Drum
- Zimzalabim
- Time To Love

- Ment -
- Something Kinda Crazy

## 製作
演出成員：
- Red Velvet（Irene、Seulgi、Wendy、Joy、Yeri）

主辦單位：
- SM Entertainment

主管：
- 首爾場 － DREAM MAKER ENTERTAINMENT LIMITED
- 日本場 － AVEX TRAX

幫助（門票）：
- 首爾場 － YES24（朝鲜语：YES24）

## 外部連結
- 韓國 （页面存档备份，存于） 官方網站 
- 日本 （页面存档备份，存于）官方網站（日語）
- Red Velvet的Facebook專頁
- YouTube上的Red Velvet頻道
- Red Velvet的Instagram帳戶
- Red Velvet的X（前Twitter）
- Red Velvet的新浪微博 （中文）